# Puerto Plata (província)
Puerto Plata és una província del nord de la República Dominicana. Limita amb l'oceà Atlàntic al nord, amb la província Espaillat a l'est, amb les de Santiago i Valverde al sud i amb la de Montecristi a l'oest.
La població de Puerto Plata era de 312.890 habitants el 2007. Els grups ètnics de la població són: un 62,6% d'ascendència africana/raça negra, un 33,1% mulat/mestís i un 4,3% ascendència europea/raça blanca i àrab.
Els seus municipis i districtes municipals son:
- San Felipe de Puerto Plata, districtes municipals: Maimón, Yásica Arriba
- Altamira, districte municipal: Río Grande
- Guananico
- Imbert
- Los Hidalgos, districte municipal: Cerro de Navas
- Luperón, districtes municipals: Belloso El Estrecho de Luperón, La Isabela
- Sosúa, districtes municipals:Cabarete, Sabaneta de Yásica
- Villa Isabela, districtes municipals:Estero Hondo, La Jaiba, Gualete
- Villa Montellano

## Economia

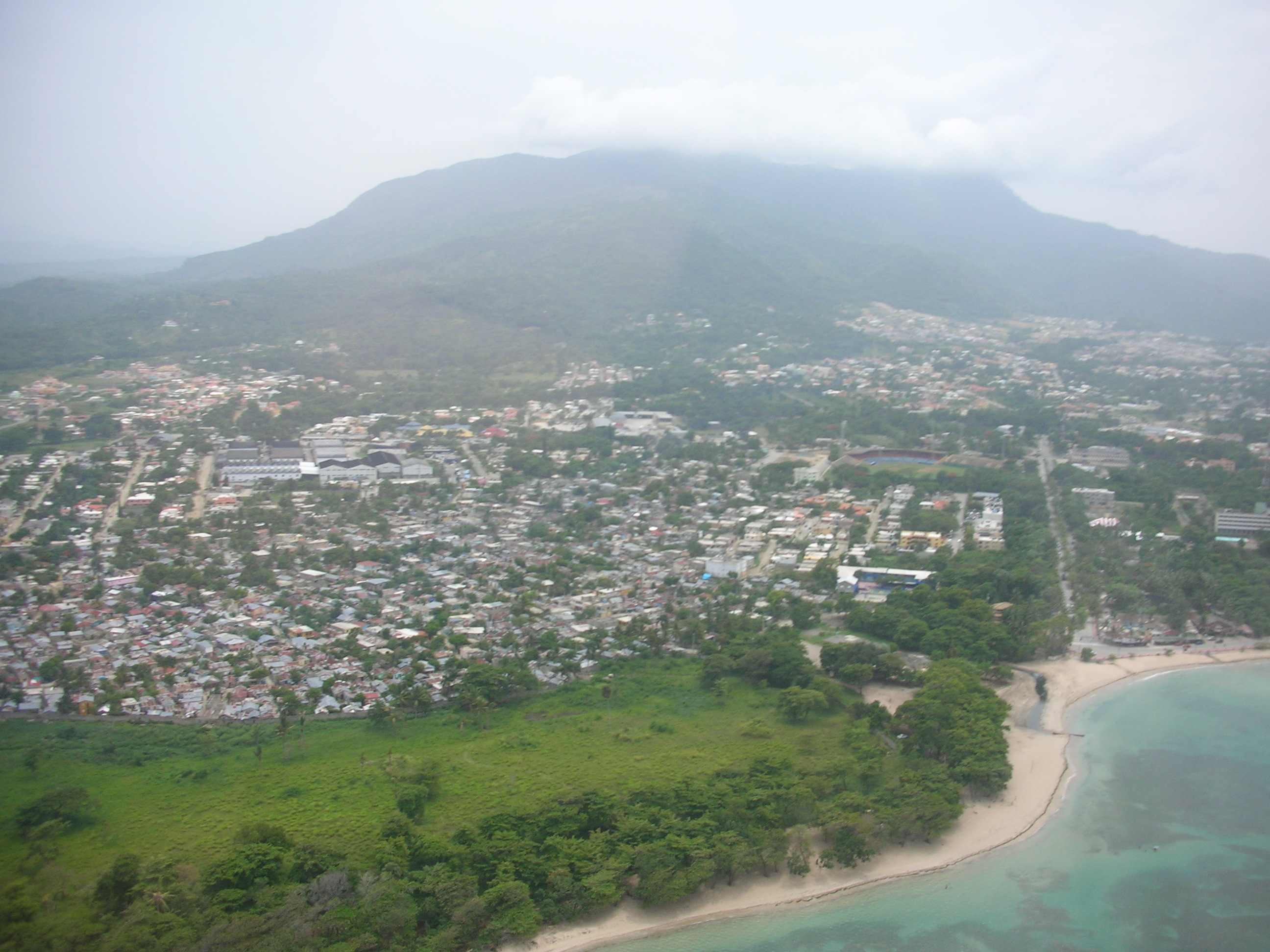
Vista aèria de San Felipe de Puerto Plata.

L'economia de Puerto Plata es basa en l'agricultura, la indústria i el turisme, així com les indústries alimentàries i de begudes alcohòliques. Les principals zones turístiques de Puerto Plata són Sosua, Cabarete, Playa Dorada i San Felipe de Puerto Plata.

## Història
A la província de Puerto Plata es va fundar La Isabela, primer assentament europeu a Amèrica, l'origen del qual data de 1493. La mateixa ciutat va ser fundada en els inicis de la colonització hispànica, cap a 1502. Va ser una de les ciutats devastades en 1606 i no va tornar a ser repoblada fins al 1736. L'adveniment dels temps republicans va afavorir el desenvolupament de la ciutat, que amb el temps es va convertir en el principal port del Cibao, especialment per explotar el tabac de la regió. En 1866 Puerto Plata va ser elevada a cap del districte independent i l'any 1870 a seu del govern de Gregorio Luperon, aquest mateix any va servir com a capital interina de la República.